# Scamandra rosea
Scamandra rosea är en insektsart som först beskrevs av Gutrin-mtneville 1834.  Scamandra rosea ingår i släktet Scamandra och familjen lyktstritar. Inga underarter finns listade i Catalogue of Life.